# Jaime Asensio de la Fuente
Jaime Asensio de la Fuente, més conegut com a Asen (Madrid, 7 d'octubre de 1978) és un futbolista professional madrileny, que ocupa la posició de davanter.
Va debutar a primera divisió amb el Getafe CF, tot disputant sis partits. Ha destacat com a davanter del Córdoba CF, amb 17 gols en 90 partits entre el 2007 i el 2009, amb els andalusos a Segona Divisió.